# أليكس ليستير
أليكس ليستير (بالإنجليزية: Alex Lester)‏ هو مقدم برامج إذاعية بريطاني، ولد في 11 مايو 1956.